# 道家弘一郎
道家 弘一郎（どうけ ひろいちろう、1932年 - ）は、英文学者、聖心女子大学名誉教授。

## 人物・来歴
東京大学卒、同大学院英文学専攻修士課程修了。岡山大学、國學院大学をへて、聖心女子大学教授、2003年定年退職、同大学キリスト教文化センター所員。
ミルトンを中心にキリスト教文学を研究したほか、内村鑑三研究も行い、その全集編纂、英文著作の翻訳をおこなった。

## 著書
- 『ミルトンと近代』研究社出版 1989年10月
- 『内村鑑三論』沖積舎 1992年11月
- 『炎の痕跡 詩と愛と信仰』沖積舎 1996年11月

### 翻訳
- ノースロップ・フライ『批評の途』研究社出版 1974年
- 『内村鑑三全集 16』岩波書店 1982年1月
- 『内村鑑三全集 30』岩波書店 1982年11月
- 『内村鑑三英文論説翻訳篇 下』岩波書店 1985年1月

## 参考
- 『英語年鑑』など